# Teberdinia hygrophila
Teberdinia hygrophila är en svampart som beskrevs av Sogonov, W. Gams, Summerb. & Schroers 2005. Teberdinia hygrophila ingår i släktet Teberdinia och familjen Pseudeurotiaceae.   Inga underarter finns listade i Catalogue of Life.